# COVID-19-Erinnerungsmedaille

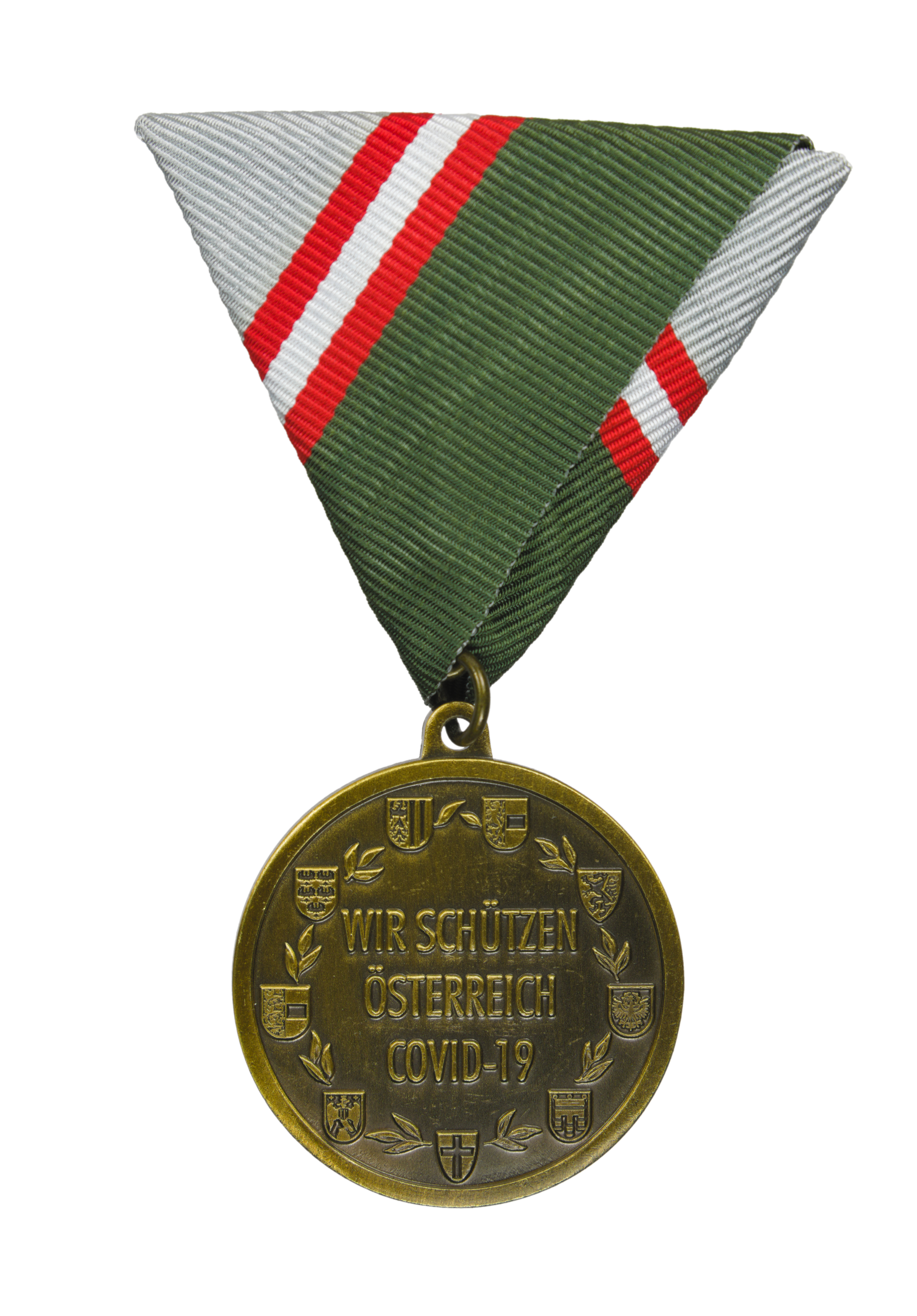
COVID-19-Erinnerungsmedaille

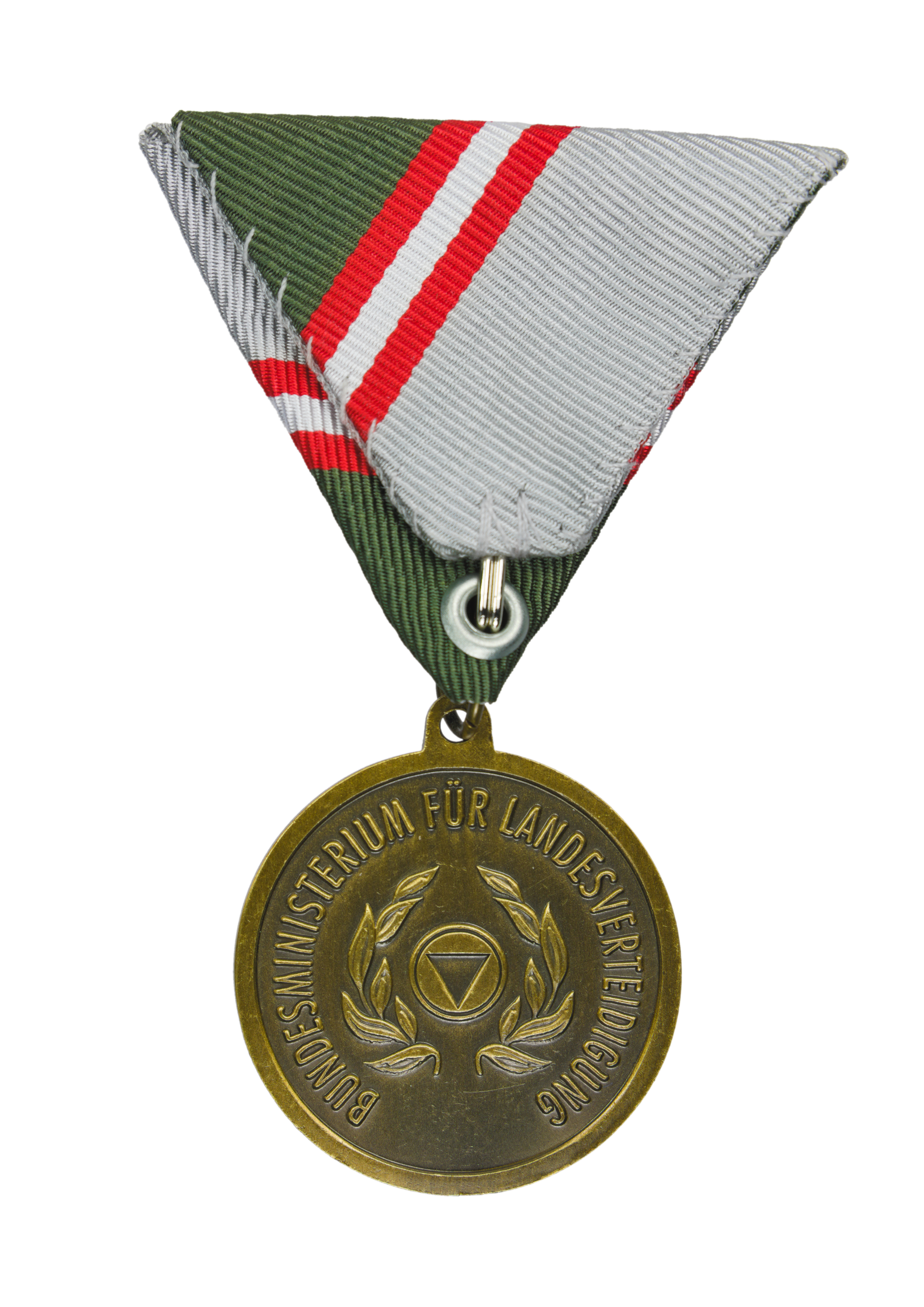
Rückseite

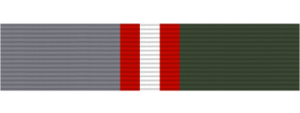
Bandschnalle

Die COVID-19-Erinnerungsmedaille ist eine staatliche Auszeichnung der Republik Österreich für Angehörige des Bundesheeres, die während der COVID-19-Pandemie in Österreich im Einsatz waren.

## Geschichte
Ende 2020 kam die Idee auf, eine COVID-19-Erinnerungsmedaille einzuführen. Das Bundesheer hatte 2020 teilmobilgemacht. Dazu wurden Milizsoldaten einberufen und der Präsenzdienstzeit der Grundwehrdiener verlängert. Es gab verschiedene Entwürfe des Ordens. Ein Entwurf, der auch als Medaille gefertigt wurde, zeigte eine stilisierte Darstellung des SARS-CoV-2-Virus. Darauf lag ein Kreis, worin das Hoheitszeichen des Bundesheeres war. Über der Darstellung des Virus stand in der Umschrift „ZUSAMMEN STÄRKER“, darunter „COVID-19“. Dazu waren noch fünfzackige Sterne zwischen den Schriftzügen, wobei die Sterne für das Ziel höchsten Strebens sowie für Gesundheit und Erkenntnis stehen sollten. Die Rückseite der Medaille sollte einen Bundesadler mit der Umschrift „ÖSTERREI-CHISCHES BUNDESHEER“ tragen. Am 27. Oktober 2021 verlieh die Verteidigungsministerin Klaudia Tanner in der Bernardis-Schmid-Kaserne die dreißig ersten COVID-19-Erinnerungsmedaillen an Soldaten und Zivilbedienstete des Bundesheeres.

## Verleihungsbedingungen
Das Bundesministerium für Landesverteidigung verleiht die Erinnerungsmedaille an aktive und ehemalige Ressortangehörige, die ab Beginn des ersten bundesweiten „Lockdowns“ ab 16. März 2020 für zumindest drei Tage bzw. mehrmalig in Summe zumindest 24 Stunden im sicherheitspolizeilichen oder gesundheitsbehördlichen Assistenzeinsatz zur Bekämpfung von COVID-19 waren.

## Aussehen und Trageweise
Die Medaille ist kreisrund und hat einen Durchmesser von 35 mm. Die Erinnerungsmedaille besteht aus Bronze. Auf der Vorderseite steht in der Mitte die Aufschrift „WIR SCHÜTZEN ÖSTERREICH COVID-19“, im Lorbeerkranz sind die Wappen der Bundesländer eingelassen. Auf der Rückseite befindet sich in der Mitte das Hoheitszeichen bzw. die Kokarde des Bundesheeres, darum ein Lorbeerkranz. Außen steht die Aufschrift „BUNDESMINSTERIUM FÜR LANDESVERTEIDIGUNG“. Wie in Österreich üblich wird die Auszeichnung am Dreiecksband an der linken Brustseite getragen.